# Cabot (bedrijf)
De Cabot Corporation is een bedrijf dat gespecialiseerde chemicaliën produceert, met het hoofdkantoor in de Amerikaanse stad Boston. Volgens het jaarrapport uit 2011 levert Cabot producten zoals rubber, roet, pyrogeen silica, cesiumformaat, boorvloeistoffen, inkjetpigmenten en aerogels. Het bedrijf was dat jaar actief in meer dan 20 landen met 36 productielocaties, 8 faciliteiten voor onderzoek en ontwikkeling en 28 verkoopkantoren.
Volgens de Huffington Post was Cabot in 2005 een van de grootste vervuilers in de Verenigde Staten.

## Geschiedenis
Het bedrijf werd in 1882 opgericht door Godfrey Lowell Cabot toen hij een patent indiende voor een apparaat om carbon black (roet) te maken.
Cabot combineerde zijn kennis van pigmenten en chemie en werd een van de eersten die carbon black wist te producenen. Het zou tal van toepassingen krijgen, waaronder drukinkt voor kranten en tijdschriften maar ook rubberbanden en andere rubberproducten voor de opkomende auto-industrie.
Honderd jaar later, in 1993, ontwikkelden Cabot-onderzoekers een proces om de oppervlakte van koolstof zodanig te bewerken dat het specifieke eigenschappen kreeg die koolstof normaal niet zou vertonen. Deze doorbraak leidde tot de ontwikkeling van een aantal nieuwe technologieën en producten zoals inkjetkleuren op waterbasis voor printer-inktpatronen – de basis voor Cabots bedrijfsonderdeel Inkjet Colorants, opgericht in 1996.
In 2003 ontwikkelde Cabot een proces voor doorlopende productie van aerogels op kamertemperatuur en ging het bedrijf dit materiaal produceren.
In 2009 werd de constructie van twee nieuwe rubber black-productielijnen bij de bestaande carbon black-fabriek in Tianjin (China) afgerond, de ingebruikname ervan betekende een productiecapaciteitsvergroting tot 150.000 ton per jaar. In juli 2012 kocht Cabot Norit NV, de grootste producent van actieve kool, voor 1,1 miljard US dollar.
Cabot verkocht haar metalendivisie in 2011 aan 'Global Advanced Metals Pty Ltd'. Deze divisie produceerde tantaal, niobium en de daaraan gerelateerde metaallegeringen.

## Producten
Cabot staat bekend om de volgende producten:
- Roet, versterkende koolstoffen voor banden en industriële rubbertoepassingen. Cabot is de grootste leverancier ter wereld van roet, vaak carbon black genoemd.[10]
- Actieve kool, voor het zuiveren van water, lucht en goederen.[11]
- Aerogel, een zilver cradle to cradle-materiaal bestaande uit ongeveer 95% lucht in poriën van een aantal nanometers ter vermindering van warmtetransport door het materiaal.[12]
- Cesiumformiaat, cesiumformiaat-zouten, opgelost in water, worden gebruikt bij het boren naar olie onder hoge druk en temperaturen.[13]
- Elastomeer-composieten, een carbon black toevoeging gemengd met latex, dat de levensduur van op rubber gebaseerde producten kan verlengen, inclusief (auto)banden.[14]
- Masterbatches, witte en zwarte toevoegingen voor de plasticindustrie.[15]
- Performance Materials voor toners, bekledingen, batterijen, drukinkten en dergelijke.[16]
- Materialen voor veiligheid, Cabot is de grootste producent van onzichtbare taggants zoals hoogfrequente microchips. Deze moeilijk te repliceren deeltjes worden toegevoegd aan inkt, papier, films en andere materialen kunnen alleen opgespoord worden met gespecialiseerde lezers.[17]
- Aluminiumsilicaat, wordt gebruikt in toepassingen zoals kleefstoffen, farmaceutische producten en coatings.[18]

## Kritiek

### Vervuiling
Sam Bodman, CEO van Cabot gedurende de coltan boom, werd in december 2004 aangesteld als president G.W. Bush' Secretary of Energy. Jason Leopold van de Huffington Post schreef dat Cabot een van de grootste vervuilers in de VS was, goed voor een jaarlijkse uitstoot van 60.000 ton aan giftige stoffen in de lucht.